# Ludwig Oettinger
Ludwig Oettinger oder Öttinger (* 7. Mai 1797 in Edelfingen; † 10. Oktober 1869 in Freiburg im Breisgau) war ein deutscher Mathematiker.

## Leben
Nach dem Schulbesuch in Karlsruhe studierte Oettinger Theologie, Philologie und Philosophie an der Universität Heidelberg. Hier schloss er sich dem Corps Suevia an, das ihn 1815 recipierte. Nach dem theologischen Examen (1817) arbeitete er für kurze Zeit als Pfarrer in Mundingen. Im Jahr darauf wurde er am Pädagogium zu Lörrach als Lehrer angestellt. Bereits 1820 wurde er zum Direktor des Pädagogiums in Durlach ernannt. 1822 ging er als Gymnasialprofessor an das Heidelberger Gymnasium und wurde 1831 zum Privatdozenten an der dortigen Universität ernannt. 1836 folgte er dem Ruf auf eine ordentliche Professur für Mathematik an der Universität Freiburg, wo er bis zu seinem Tode lehrte und forschte.
Oettingers Forschungsleistungen liegen besonders auf dem Gebiet der Kombinatorik, zu der er zahlreiche Schriften verfasste. Die Methoden der Kombinatorik übertrug er auch auf die Analysis. Daneben beschäftigte sich Oettinger mit der Geschichte der Mathematik und verfasste viele Artikel für August Friedrich Paulys Real-Encyclopädie der classischen Alterthumswissenschaft (1837–1852).

## Schriften
- Forschungen in dem Gebiete der Höhern Analysis: mit den Resultaten und ihrer Anwendung. Heidelberg 1831.
- Lehrbuch der Arithmetik und Algebra. Freiburg 1837.
- Theorie der Lotterie-Anlehen nebst einer Methode, den Werth eines Capitals bei verschiedenem Zinsfusse und dem hieraus sich ergebenden Curs zu bestimmen mit Rücksicht auf Großherzoglich Bad. Staatsanlehen. Freiburg 1844.
- Über eine Methode die höhern Differenziale der Functionen von Functionen zu entwickeln. Freiburg 1846.
- Die Vorstellungen der alten Griechen und Römer über die Erde als Himmelskörper. Freiburg 1850.
- Die Wahrscheinlichkeits-Rechnung. Berlin 1852.
- Theorie der analytischen Facultäten nebst ihrer Anwendung auf Analysis, Kreisfunctionen und bestimmte Integrale. Freiburg 1854.
- Weitere Ausführung der politischen Arithmetik. Greifswald 1863.